# Bradina stigmophanes
Bradina stigmophanes là một loài bướm đêm trong họ Crambidae.